# Mouvement congolais pour la démocratie et le développement intégral
 (janvier 2013).
Si vous disposez d'ouvrages ou d'articles de référence ou si vous connaissez des sites web de qualité traitant du thème abordé ici, merci de compléter l'article en donnant les références utiles à sa vérifiabilité et en les liant à la section « Notes et références ».
Le Mouvement congolais pour la démocratie et le développement intégral (MCDDI), est un parti politique congolais créé en 1989 par Bernard Kolélas. Il est l'un des principaux partis de l'opposition au Parti congolais du travail. Il boycotta les élections présidentielles en 2002 et en 2009[réf. nécessaire].

## L'origine
En 1990, Denis Sassou-Nguesso promet des réformes pour mener le pays vers la démocratie avec notamment l'instauration du multipartisme. De nombreux partis sont alors créés. Existant depuis le 3 aout 1989, le MCDDI devient officiel à cet effet.

## L'élection présidentielle de 1992
Bernard Kolélas, principale figure du mouvement se présente à l'élection présidentielle. Il se qualifie pour le second tour face à Pascal Lissouba terminant devant Denis Sassou Nguesso. Il est battu au second tour avec 38,68 % des suffrages exprimés.